# Cosmozetes rohri
Cosmozetes rohri är en kvalsterart som beskrevs av Balogh och Sandór Mahunka 1969. Cosmozetes rohri ingår i släktet Cosmozetes och familjen Microzetidae. Inga underarter finns listade i Catalogue of Life.